# Automobile Club San Marino
L'Automobile Club San Marino (o Automobil Club San Marino) è una federazione sportiva non affiliata al Comitato Olimpico Nazionale Sammarinese nata il 3 febbraio 1960 ed è un'associazione privata con funzioni di promozione, controllo e indirizzo normativo del settore automobilistico sammarinese, in collaborazione con l'ACI e con l'ASI. Ha sede in via Alfonso Giangi, 66 a Città di San Marino.